# Fixppo
Fixppo(フィックスポー)は、様々なiOSトラブル・不具合を修正するフリーソフト。ソフトウェアメーカーのiMyFone Technology (アイマイフォンテクノロジー) が開発、販売している。

## 特徴
- iOSの不具合・トラブルを修正
- リカバリーモード、リンゴループ、再起動を繰り返す、画面がフリーズ、iPhoneアップデート失敗[3]、画面が真っ暗、画面が真っ白、歯車がぐるぐる・起動しないなどの不具合をリカバリする
- パスワード不要でデバイスのリセットも可能
- iOSのダウングレードができる

## プラットフォーム
- Windows 7/8/8.1/10/11
- macOS 10.9 - macOS 15

### 対応デバイス
- iOS 9.0 - 18.0
- iPadOS 9.0 - 18.0
  - 機種：iPhone 4 - 16/iPad / iPad Mini / iPad Air / iPad Pro/iPod touch/Apple TV

1つのアカウントで複数のデバイスやシステムにアクセス可能。

### 対応形式
- CPU - Intel、AMD CPU、1GHzまたはそれ以上